# President Street
President Street è una fermata della metropolitana di New York situata sulla linea IRT Nostrand Avenue. Nel 2019 è stata utilizzata da 1 037 219 passeggeri. È servita dalla linea 2 sempre e dalla linea 5 durante i giorni feriali esclusa la notte.

## Storia
La stazione fu aperta il 23 agosto 1920.

## Strutture e impianti
La stazione è sotterranea, ha una banchina a isola e due binari. È posta al di sotto di Nostrand Avenue e il mezzanino possiede due ingressi che portano all'incrocio con President Street.

## Interscambi
La stazione è servita da alcune autolinee gestite da NYCT Bus.
- Fermata autobus